# Objectivism: The Philosophy of Ayn Rand

Objectivism: The Philosophy of Ayn Rand (ISBN 0-452-01101-9) är en bok av Leonard Peikoff som han menar är "den första övergripande sammanställningen av objektivismen". 
Boken baseras på en serie föreläsningar som hållits av Peikoff själv och som Ayn Rand godkände. Således anses den vara den enda kompletta systematiska presentation av objektivismen som Ayn Rand själv godkänt, även om hon avlidit långt innan den fanns i dess bokformat. 
Peikoff själv har sagt att Rand är den enda som är kvalificerad att skriva en definitiv sammanställning av sitt filosofiska system, och att boken bör ses som en tolkning gjord av hennes "bästa student och utvalda arvtagare". Boken blev framröstad som 1900-talets tredje bästa facklitterära bok i en omröstning av Modern Library.
Denna bok är volym sex i "Ayn Rand Library"-serien som redigerats av Leonard Peikoff.